# Lijst van Ierse havencodes
De thuishavens van vissersschepen zijn af te leiden van de letters die voor op het schip zijn aangebracht. Zo komt de UK 246 uit Urk. De codes van vissersvaartuigen bestaan uit maximaal drie letters gevolgd door maximaal drie cijfers. Een code is op het moment van uitgifte uniek voor een vaartuig. Wel kan het voorkomen dat dezelfde code eerder is uitgegeven voor een ander vaartuig dat is vergaan, gesloopt of niet meer onder dat nummer is geregistreerd.
Hieronder staat een (incomplete) lijst met Ierse lettercodes.

## Ierse havencodes
| Inschrijvingsletters | Ierse visserijplaatsen |
| -------------------- | ---------------------- |
| C                    | Cork                   |
| D                    | Dublin                 |
| DA                   | Drogheda               |
| DK                   | Dundalk                |
| G                    | Galway                 |
| L                    | Limerick               |
| NS                   | New Ross               |
| S                    | Skibbereen             |
| SO                   | Sligo                  |
| T                    | Tralee                 |
| TT                   | Tarbert                |
| W                    | Waterford              |
| WD                   | Wexford                |
| WT                   | Westport               |
| Y                    | Youghal                |

Landen rond de Noordzee: België · Denemarken · Duitsland · Nederland · Noorwegen · Verenigd Koninkrijk · Zweden
Overig Europa: Ierland